# Aldsworth
Aldsworth – wieś w Anglii, w hrabstwie Gloucestershire, w dystrykcie Cotswold. Leży 34 km na wschód od miasta Gloucester i 119 km na zachód od Londynu.